# Délai d'obturation
En photographie, le délai d'obturation (ou retard d'obturation, en anglais shutter lag) est le délai entre le déclenchement de l'obturateur et le moment où la photo est effectivement enregistrée. Il s'agit d'un problème courant dans la photographie d'objets en mouvement rapide ou d'animaux et de personnes en mouvement. Le terme ne fait pas référence qu'aux effets d'obturation, mais plus largement à l'ensemble du retard entre le moment où le déclencheur est enfoncé et le moment où la photo est prise, y compris la mesure de l'exposition et la mise au point.

## Appareils photo argentiques
Dans les appareils photo argentiques, le retard est causé par le mécanisme à l’intérieur de l’appareil photo qui ouvre l'obturateur, exposant le film. Cependant, comme le processus est mécanique et relativement bref, le délai d'obturation dans les appareils photo argentiques n’est souvent perceptible (et préoccupant) que pour les professionnels. Les reflex ont un délai d'obturation légèrement plus long que les télémètres, en raison de la nécessité de relever le miroir qui est encore allongé pour les reflex à obturateur central ou la séquence de déclenchement doit inclure la fermeture préalable de l'obturateur avant le relevage du miroir. Les appareils photo argentiques compacts ont souvent un délai d'obturation important dû à la lenteur de l'autofocus.

## Appareils photo numériques
Le délai d'obturation est beaucoup plus problématique avec les appareils photo numériques. Ici, le retard résulte de la charge du capteur d'image CCD et de la transmission relativement lente de ses données de capture aux circuits de l'appareil pour le traitement et le stockage.
L'artefact en queue de comète dont souffraient les premiers capteurs CCD a été considérablement réduit par l’invention de la photodiode épinglée (PPD). Elle a été inventée par Nobukazu Teranishi (en), Hiromitsu Shiraki et Yasuo Ishihara au NEC en 1980,. La « photodiode épinglée » est une structure de photodétecteur utilisée dans presque tous les dispositifs à couplage de charge (CCD) et les capteurs d'image CMOS en raison de son faible bruit, de son efficacité quantique élevée et de son faible courant d'obscurité. En 1987, la PPD a commencé à être incorporée dans la plupart des appareils CCD, devenant un élément incontournable des caméras vidéo électroniques grand public, puis des appareils photo numériques. La PPD a depuis été utilisée dans la plupart des capteurs CCD, puis dans les capteurs CMOS.
Les améliorations technologiques, telles que la vitesse, la bande passante et la consommation d’énergie des puces de processeur et de la mémoire, ainsi que la technologie CCD puis les capteurs CMOS, ont rendu le délai d'obturation moins problématique. Alors que les reflex numériques ont atteint des temps de latence d'environ 50 ms à la fin des années 2000, certains appareils hybrides prennent deux fois moins de temps dans les années 2010. Cela dit, les temps de latence de certains appareils historiques exceptionnels sont encore inégalés, voir le tableau ci-dessous.